# 1962 no teatro

## Nascimentos
| Data            | Nome                  | Profissão             | Nacionalidade  | Observações | Ref |
| --------------- | --------------------- | --------------------- | -------------- | ----------- | --- |
| 17 de fevereiro | Lou Diamond Phillips  | ator                  | Filipinas      |             |     |
| 23 de fevereiro | Miguel de Leon        | ator                  | Venezuela      |             |     |
| 14 de março     | Francisco José Viegas | escritor e jornalista | Portugal       |             |     |
| 21 de março     | Matthew Broderick     | ator                  | Estados Unidos |             |     |
| 22 de dezembro  | Glen Goei             | produtor e diretor    | Singapura      |             |     |
| 31 de dezembro  | Pedro Cardoso         | ator                  | Brasil         |             |     |

## Mortes
| Data       | Nome         | Profissão                                                  | Nacionalidade | Observações | Ref |
| ---------- | ------------ | ---------------------------------------------------------- | ------------- | ----------- | --- |
| 25 de maio | Júlio Dantas | médico, poeta, jornalista, político diplomata e dramaturgo | Portugal      | n. 1876     |     |